# Sicienko (powiat choszczeński)
Sicienko (niem. Jerusalem) – osada leśna w Polsce położona w województwie zachodniopomorskim, w powiecie choszczeńskim, w gminie Drawno. W latach 1975–1998 miejscowość administracyjnie należała do województwa gorzowskiego. W roku 2007 leśniczówka liczyła 5 mieszkańców. Leśniczówka wchodzi w skład sołectwa Drawno. 

## Geografia
Leśniczówka leży ok. 1,5 km na zachód od Drawna, ok. 300 m na północ od drogi wojewódzkiej nr 175.